# Mouse Genome Informatics
Mouse Genome Informatics o MGI es una base de datos administrada por el Laboratorio Jackson que proporciona información genómica, genética y biológica del ratón de laboratorio con el fin de facilitar el estudio de la salud y enfermedades humanas. Su fundación se remonta a 1989, aunque el acceso público a sus registros se remite a 1992; el financiamiento de esta herramienta proviene del Instituto Nacional de Investigaciones del Genoma Humano (NHGRI), el Instituto Nacional del Cáncer (NCI) y el Instituto Nacional de Salud Infantil y Desarrollo Humano Eunice Kennedy (NICHD).